# Giuseppe Pizzardo

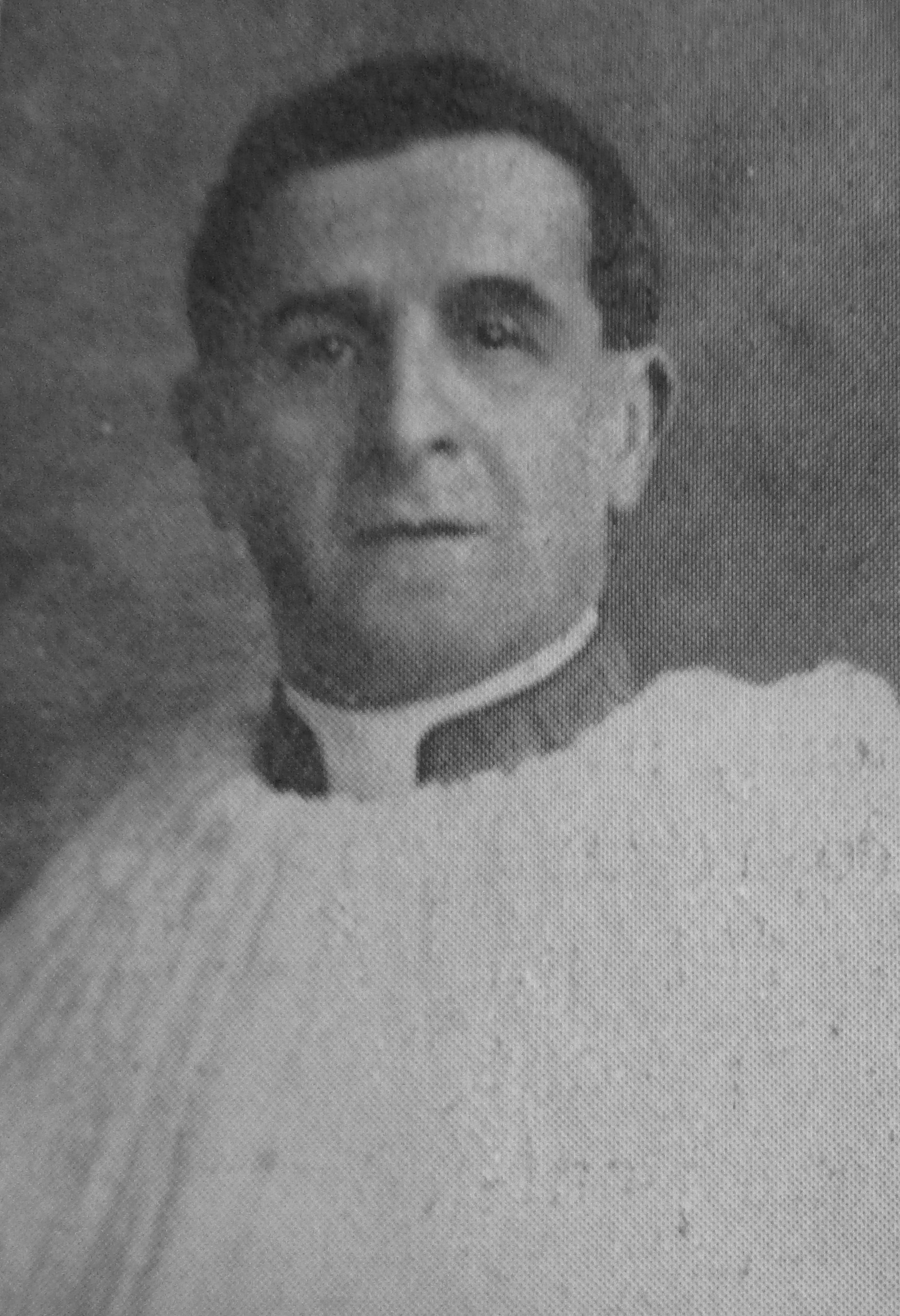
Giuseppe Kardinal Pizzardo (ca. 1939 oder früher)

Giuseppe Kardinal Pizzardo (* 13. Juli 1877 in Savona, Italien; † 1. August 1970 in Rom) war ein Kurienkardinal der römisch-katholischen Kirche.

## Leben

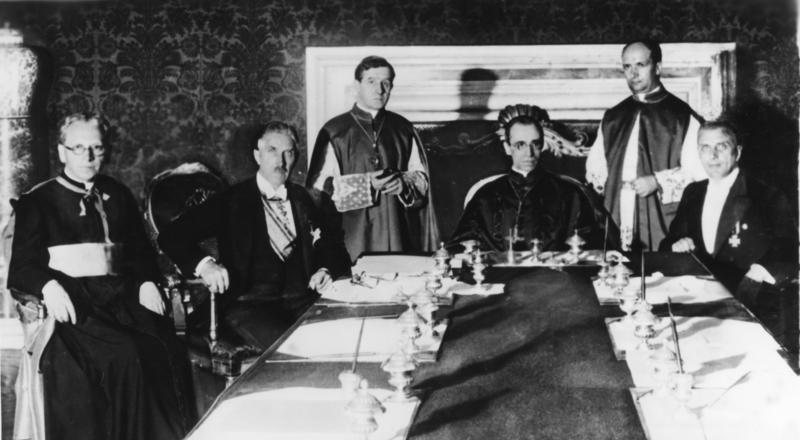
Giuseppe Pizzardo (3. v. l.) als Unterstaatssekretär bei der Unterzeichnung des Konkordats mit dem Deutschen Reich (1933)

Giuseppe Pizzardo studierte in Savona und Rom die Fächer Katholische Theologie und Philosophie. Er empfing am 19. September 1903 das Sakrament der Priesterweihe und arbeitete nach weiterführenden Studien als Seelsorger in Rom. 1908 trat er in den diplomatischen Dienst des Vatikans. Er arbeitete für die Apostolische Nuntiatur in Bayern und im Staatssekretariat. Ab 1920 war er im Bereich besonderer kirchlicher Angelegenheiten für die Kurie tätig. 1923 wurde er kirchlicher Berater der Katholischen Aktion in Italien, 1929 Sekretär der Kurie für besondere kirchliche Angelegenheiten.
Papst Pius XI. ernannte Giuseppe Pizzardo 1930 zum Titularerzbischof von Nicaea. Die Bischofsweihe spendete ihm Kardinalstaatssekretär Eugenio Pacelli, der spätere Papst Pius XII.; Mitkonsekratoren waren Erzbischof Giuseppe Palica und Erzbischof Francesco Marchetti Selvaggiani, Sekretär der Kongregation Propaganda fide. 1934 wurde Pizzardo die Leitung der Päpstlichen Kommission für Russland übertragen. 1936 berief ihn Pius XI. zum Päpstlichen Thronassistenten, 1937 entsandte er ihn als päpstlichen Legaten zur Krönung König Georgs VI. nach Großbritannien. Am 13. Dezember 1937 nahm er ihn als Kardinalpriester pro hac vice mit der Titeldiakonie Santa Maria in Via Lata in das Kardinalskollegium auf. Pizzardo nahm am Konklave 1939 teil. Papst Pius XII. ernannte ihn 1939 zum Kardinalpräfekten der Kongregation für die Seminare und Universitäten. 1948 wurde er zum Kardinalbischof von Albano erhoben. Von 1951 bis 1959 war er Sekretär des Heiligen Offiziums, von 1961 bis 1962 war er Kämmerer des Heiligen Kardinalskollegiums und seit 1965 Kardinalsubdekan. Kardinal Pizzardo nahm ebenso am Konklave 1958 sowie am Konklave 1963 teil.
Er starb am 1. August 1970 in Rom und wurde in der Kirche Sankt Joseph in Frattocchie di Marino in der Nähe der italienischen Hauptstadt bestattet. Zum Zeitpunkt seines Todes war er der älteste Kardinal der Welt.

## Ehrungen
- 1928: Großkreuz des portugiesischen Christusordens
- 1958: Großkreuz des Verdienstordens der Bundesrepublik Deutschland
- 1964: Großkreuz des Verdienstordens der Italienischen Republik